# Klas Widin
Klas Gösta Adolf Widin, född 16 juni 1888 i Visby, död 8 november 1972, var en svensk stadsfogde.

## Biografi
Widin var son till Lars Jakob Oskar Widin och Ida Elisabeth Ekström. Han tog studentexamen i Visby 1908, studerade vid Lunds universitet samma år och gick bankkurs vid Stockholms högre handelsläroverk 1911. Widin var extra banktjänsteman samt skrivbiträde hos statliga och kommunala verk och krist:byråer till 1918, sekreterare, kassör och kansliföreståndare hos livsmedelsstyrelsen i Visby 1918-1919 samt extra ordinarie landskanslist där 1919-1926. Han var överförmyndare i Visby från 1925 och stadsfogde från 1926.
Widin var kassör i fattigvårdsstyrelsen 1931-1937, i stiftelsen Bibelsällskapet från 1929, i Gotlands fångvårdsförening 1931-1947, i stiftets prästkassa 1934-1946, i sällskapet Jultomtarna från 1935, i Fruntimmerssamfundet, i Drottning Desiderias vävskola 1940-1944, i Visby stadsmission 1934-1941, alltjämt ledamot av dess styrelse och kassör för dess systerförening. Han var revisor för folkskolans räkenskaper 1925-1930, för högre flickskolan från 1929, för Fruntimmerssamfundet 1927-1939 och för sinnesslöanstalten Ekhagen i Blekinge från 1937.
Widin gifte sig 1928 med Elvira (Vivi) Nilsson (1893-1974) och var far till Stig (född 1930) och Kurt (född 1932). Widin avled den 8 november 1972 och gravsattes den 17 november 1972 på Östra kyrkogården i Visby.